# Suna
A palavra árabe Suna significa ‘caminho trilhado’, e logo, suna do profeta significa os caminhos trilhados pelo profeta, ou aquilo que é normalmente conhecido como Tradições do Profeta. Terminologicamente, a palavra Suna significa também os feitos, dizeres e aprovações do profeta islâmico Maomé durante os seus 23 anos de liderança, e isto significa que tudo o que ele disse, é considerado uma suna, e os muçulmanos tendem a seguir e praticar as suas tradições. Os registros validados (a hadith) desse "caminho", constituem um exemplo moral para os muçulmanos.
Sunna, deste modo, é a segunda fonte da lei islâmica após o Alcorão. O Alcorão para os muçulmanos é a palavra de Allah (que significa Deus em árabe, o criador), e a Suna passa a ser os meios pelo que Maomé aplicou e ensinou o Islã, para e com seus companheiros, sendo estas informações compiladas e armazenadas em muitos livros, os mais importantes sendo: Sai Bucari, Sai Muslim, Sunane Anaçai, Sunane Atirmidi, Sunane ibne Maja, e Sunane Abu Daúde, que perfazem um corpo de lei islâmica e directivas divinas para muçulmanos em todo o mundo.
Através da pesquisa do transmissores da Hadith, acadêmicos da Hadith chegaram a um sistema para saber as diferentes categorias da Hadith, e de como avaliar o texto por forma a estabelecer se ele é correcto, bom, fraco ou falso.